# جرج تروپ
جرج مایکل تروپ (به انگلیسی: George Michael Troup) سناتور سابق عضو حزب دموکرات-جمهوری‌خواه بود. وی در سال ۱۸۱۶ تا ۱۸۱۸ و ۱۸۲۹ تا ۱۸۳۳ میلادی سناتور ایالت جورجیا در سنای ایالات متحده آمریکا بود.